# Distrito de Kelheim
Kelheim es uno de los 71 distritos en que está dividido administrativamente el estado alemán de Baviera.

## Escudo de armas
El escudo de armas muestra:

Escudo de armas de Kelheim.

- El diseño jaquelado en azul y blanco de Baviera;
- las rosas que simbolizan los monasterios de Biburg y Weltenburg;
- Los colores plata y negro son los colores de Abensberg, la que fue una Ciudad Imperial Libre.

## Pueblos y municipalidades
| Ciudades                                                                   | Municipios | |
| -------------------------------------------------------------------------- | --- | --- |
| 1. Abensberg 2. Kelheim 3. Mainburg 4. Neustadt an der Donau 5. Riedenburg | 1. Aiglsbach 2. Attenhofen 3. Bad Abbach 4. Biburg 5. Elsendorf 6. Essing 7. Hausen 8. Herrngiersdorf 9. Ihrlerstein | 1. Kirchdorf 2. Langquaid 3. Painten 4. Rohr in Niederbayern 5. Saal an der Donau 6. Siegenburg 7. Teugn 8. Train 9. Volkenschwand 10. Wildenberg |